# 兹韦弗海姆
兹韦弗海姆（荷蘭語：Zwevegem，荷蘭語發音：[ˈzʋeːvəɣɛm] ⓘ）是比利时弗拉芒大區西佛兰德省科特赖克区的一个市镇，通行荷蘭語，是弗拉芒社群的一部分，面积63.61平方千米，人口24,619人（2018年1月1日）。